# Found You (Nilla Nielsen)
Found You är en singelskiva från albumet Shellshocked av Nilla Nielsen, utgiven den 7 juni 2007. Found You är en av hennes populäraste låtar. 

## Låtlista
1. Found You - (Nilla Nielsen)

## Band
- Nilla Nielsen - Sång, gitarr, klaviatur & dragspel
- Bengt Johnsson - Trummor & slagverk
- Erik Urban - Bas
- Niklas Ekelund - Gitarr
- Nils Eriksson - Klaviatur & kör

## Övriga medverkande musiker
- Linnea Olsson - Cello
- Daniel Persson - Gitarr & bas

## Musikvideo
Found You finns även som musikvideo

## Fotnoter
1. ↑  ”Artikel om Found you” Arkiverad 6 juli 2015 hämtat från the Wayback Machine., Some things are classic, some things are just old, 7/5 2011